# Касева чешма
Хайдук дере е вилна зона в град Русе. Разположена е в югоизточната част на града. В близост се намират: квартала Касева чешма вилните зони Свирчовица и Хайдук Дере 2. До нея води автобусна линия №10.